# Scottish National Portrait Gallery
Lo Scottish National Portrait Gallery è una pinacoteca e galleria d'arte situata nel centro della capitale scozzese di Edimburgo, in Queen Street, che espone una collezione nazionale di ritratti, tutti di tematiche scozzesi ed eseguiti in prevalenza da pittori scozzesi. Detiene inoltre una collezione nazionale di Fotografia. A partire dal 1889 la Galleria è ospitata dal caratteristico palazzo in arenaria rossa di architettura neogotica, progettato dall'architetto scozzese Robert Rowand Anderson e costruito tra il 1885 ed il 1890, donato dal filantropo John Ritchie Findlay, proprietario del quotidiano The Scotsman. La Galleria è stata ristrutturata internamente dal 2009 al 2011 ed è correntemente aperta al pubblico con un rinnovato insieme di collezioni artistiche.
La collezione del museo contiene circa 3.000 dipinti e sculture, 25.000 stampe e disegni e 38.000 fotografie. La raccolta essenzialmente parte dal Rinascimento, con opere prevalentemente di artisti stranieri che rappresentano casati reali, la nobiltà scozzese e anche stampe di prelati e scrittori; le opere più notevoli furono per lo più realizzate nell'Europa d'oltremanica (spesso durante i periodi di esilio della turbolenta sfera politica scozzese). Come successe in Inghilterra, anche in Scozia la Riforma protestante fece sparire l'arte religiosa e fino al XIX secolo la ritrattistica dominò la pittura scozzese, con patroni che progressivamente si estendevano verso i livelli inferiori della scala sociale. Nel XVI secolo la maggior parte dei ritratti dipinti sono di reali e di nobiltà importante; l'opera più antica della collezione è un ritratto di Giacomo IV di Scozia del 1507.

## Galleria d'immagini

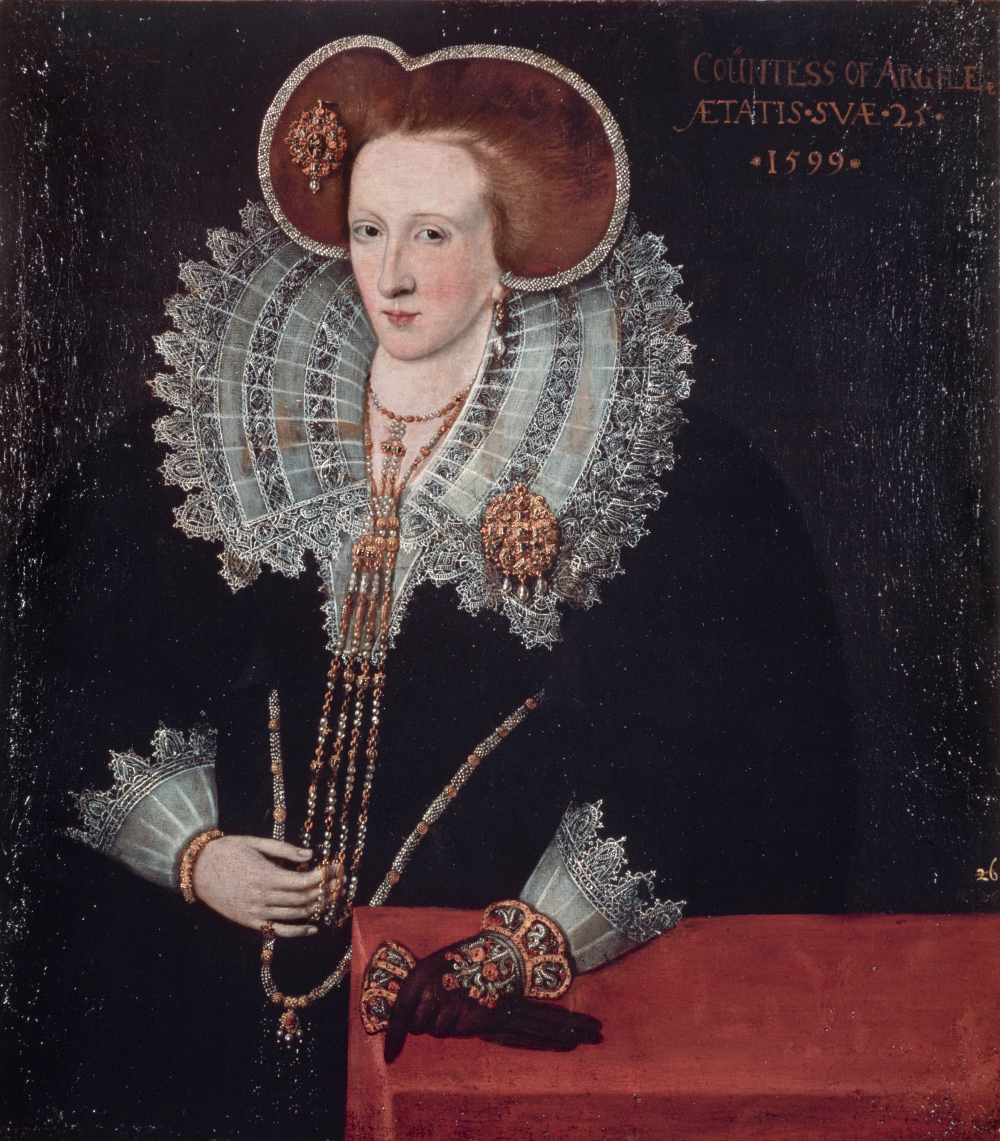
Adrian Vanson, Agnes Douglas, Contessa di Argyll, 1599
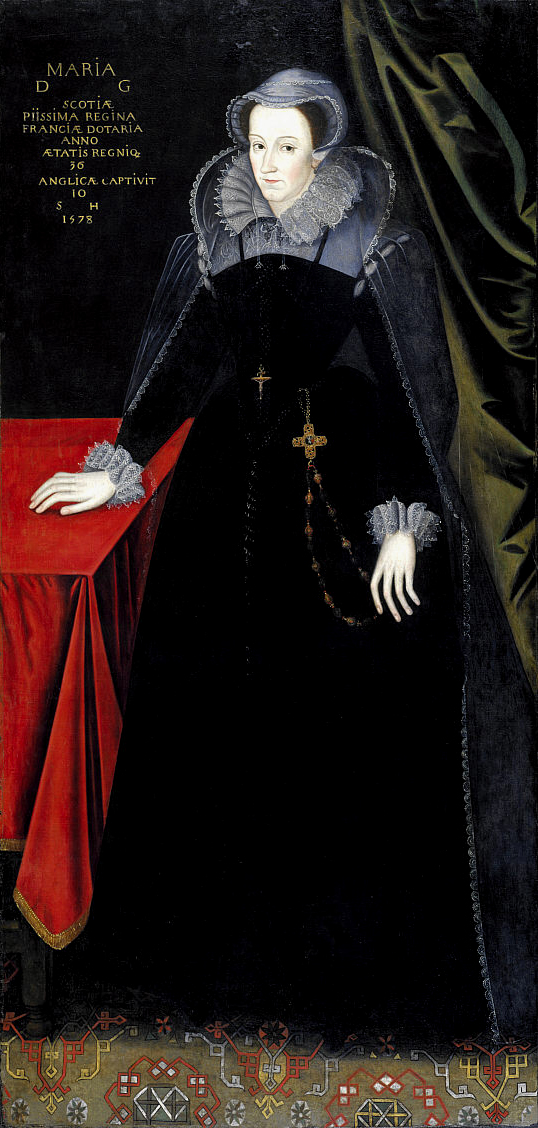
Maria Stuarda, ritratto postumo, c. 1610
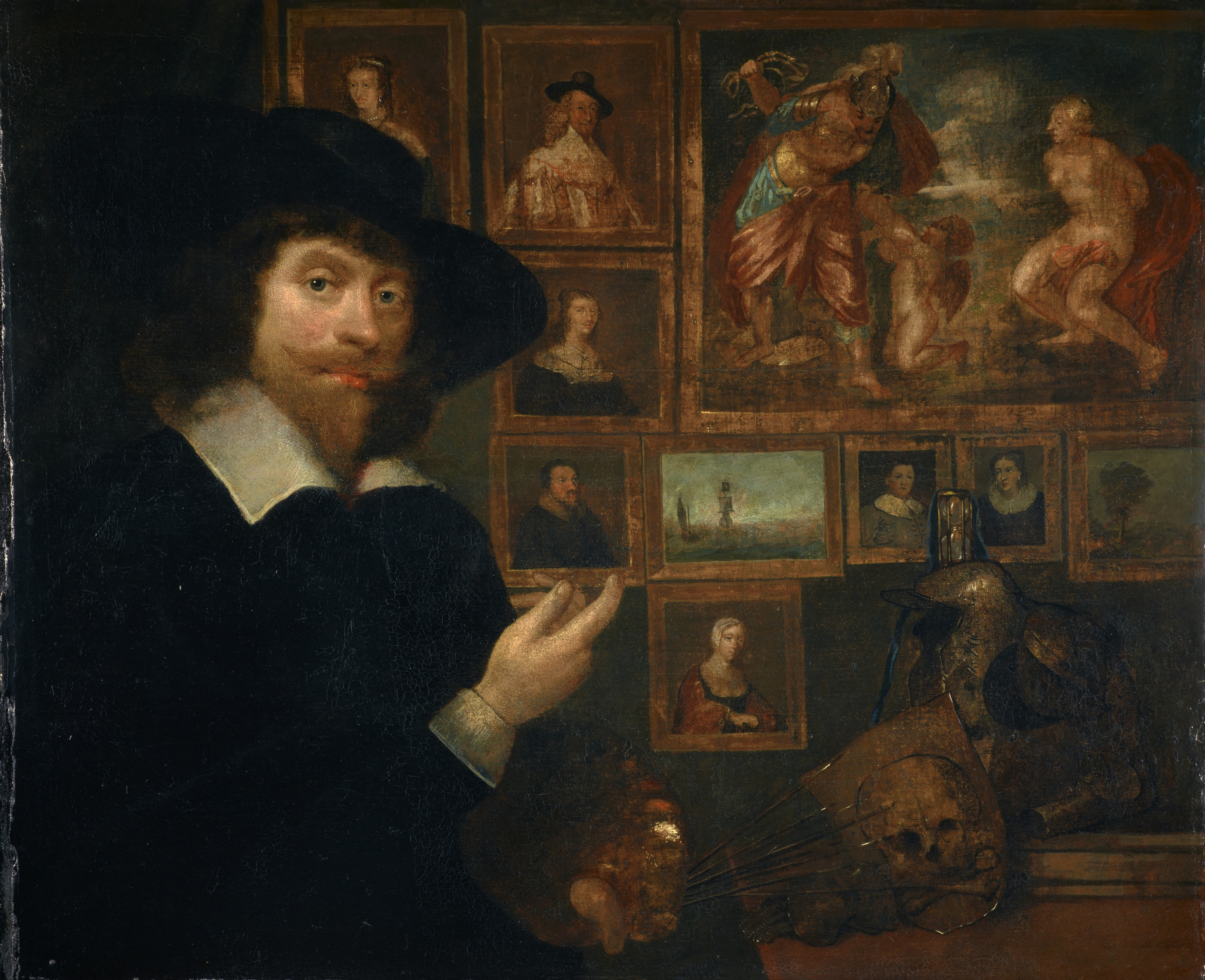
George Jamesone, Autoritratto, c. 1642
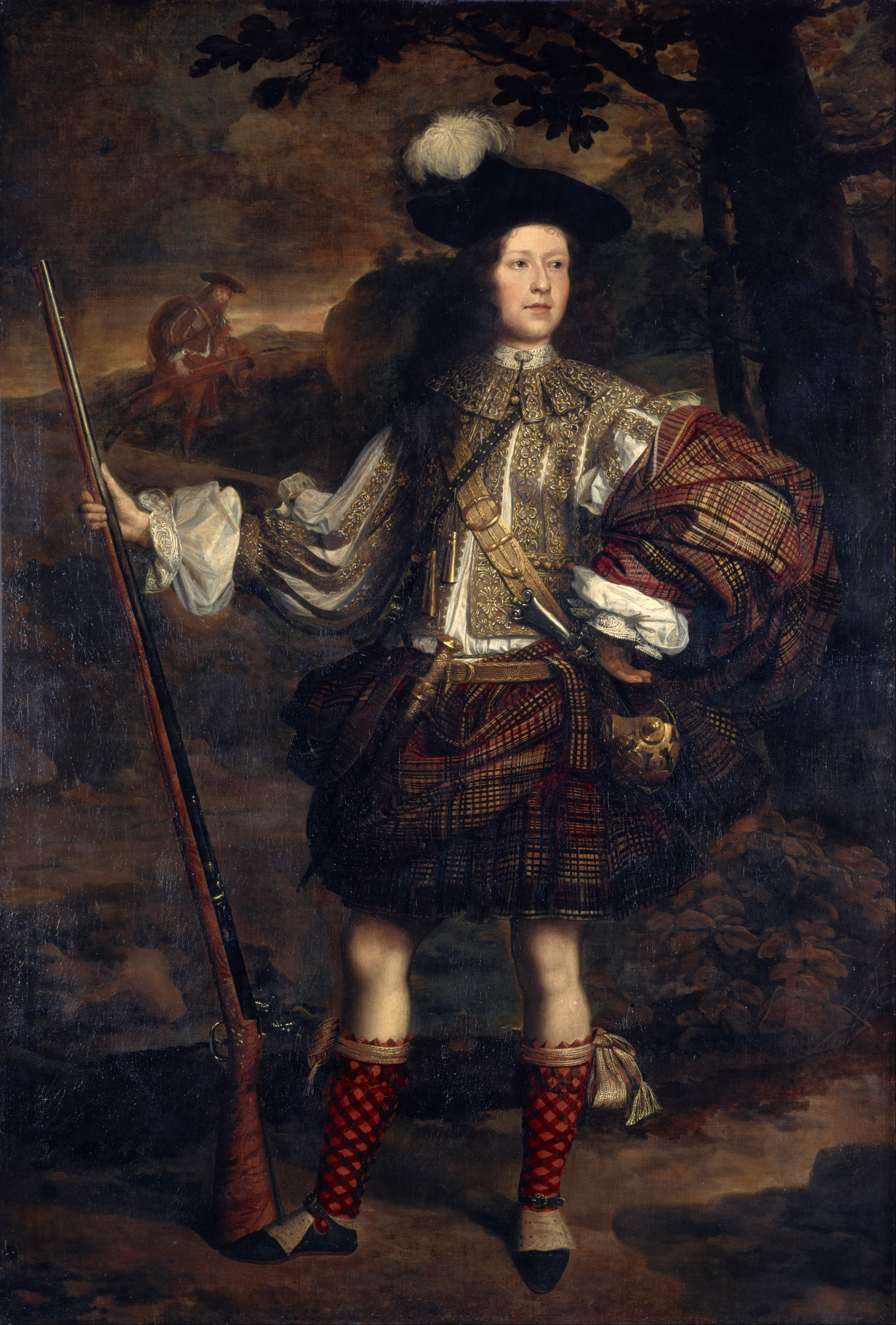
John Michael Wright, Lord Mungo Murray, 1683
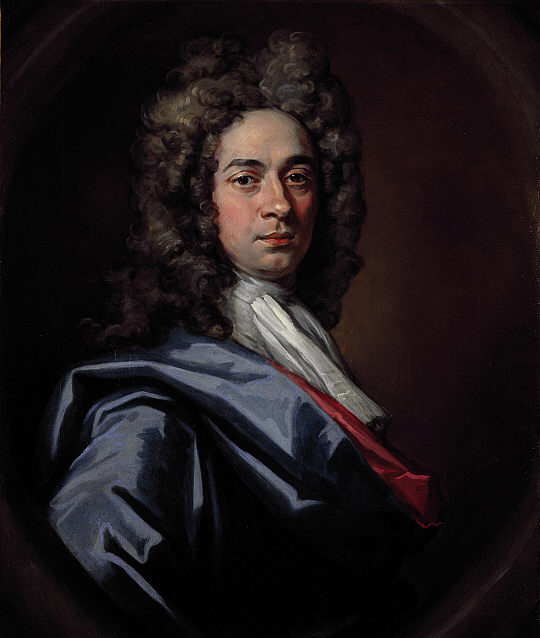
John Baptist Medina, autoritratto, 1698
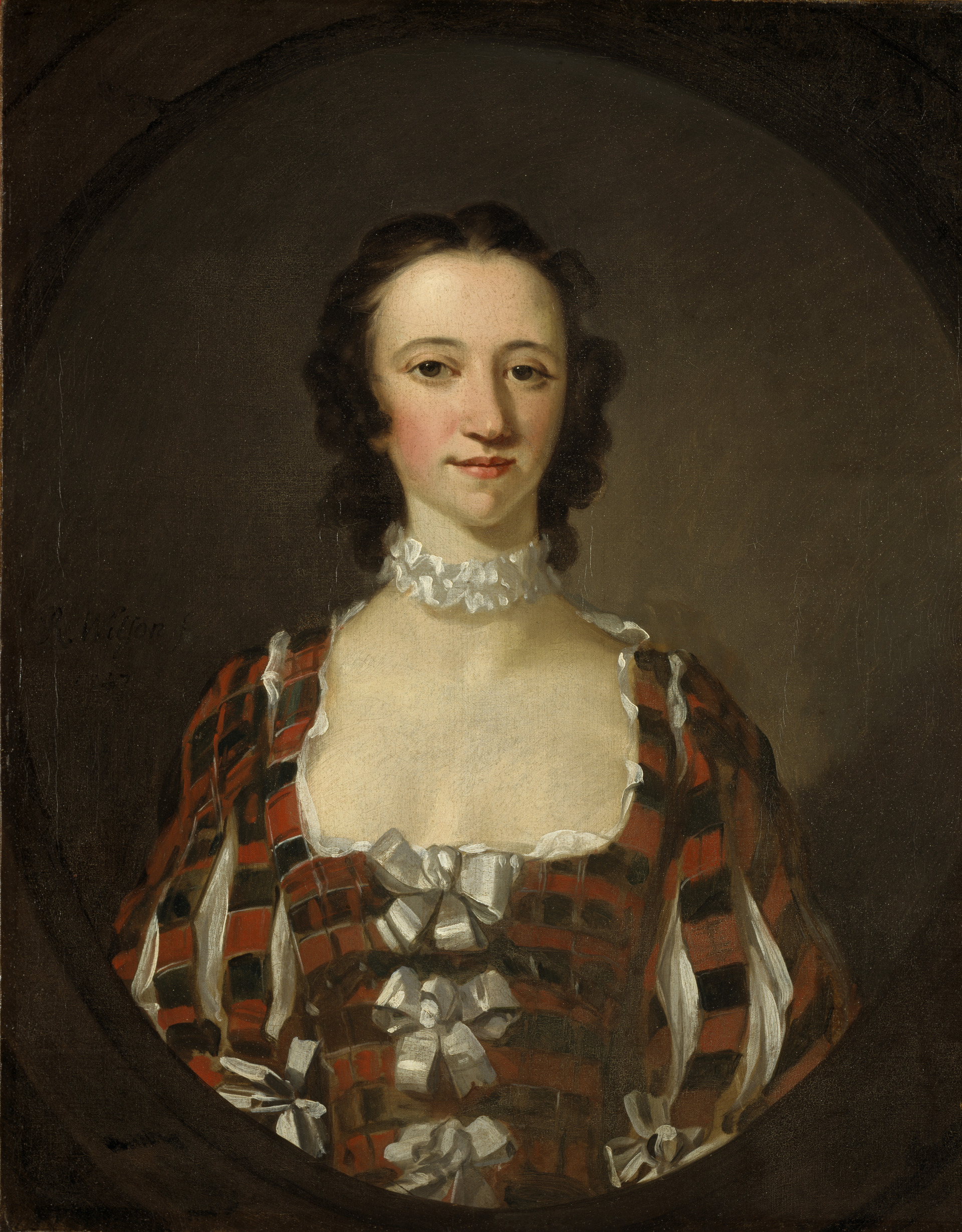
Richard Wilson, Flora Macdonald, 1747
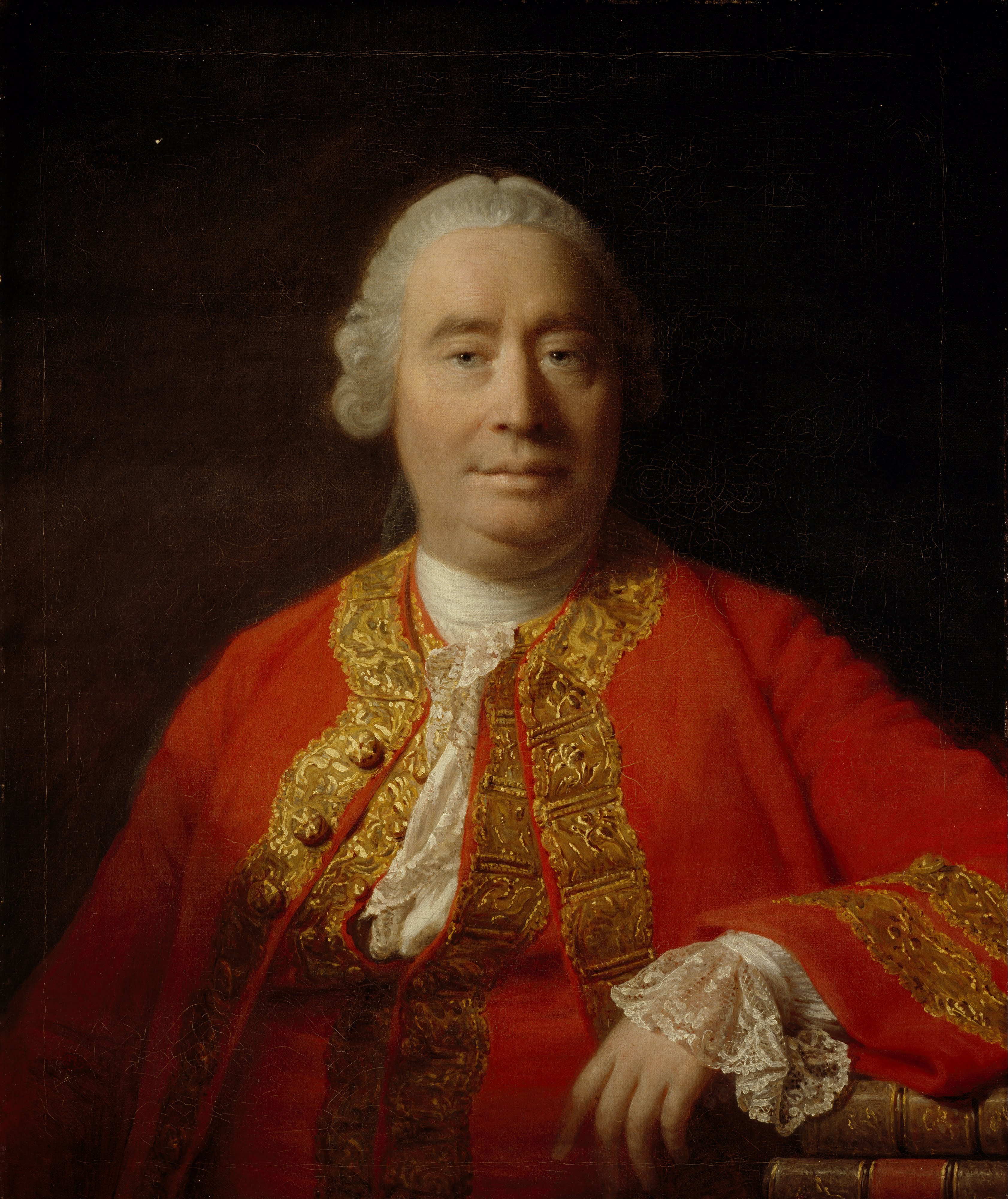
Allan Ramsay, David Hume, 1766
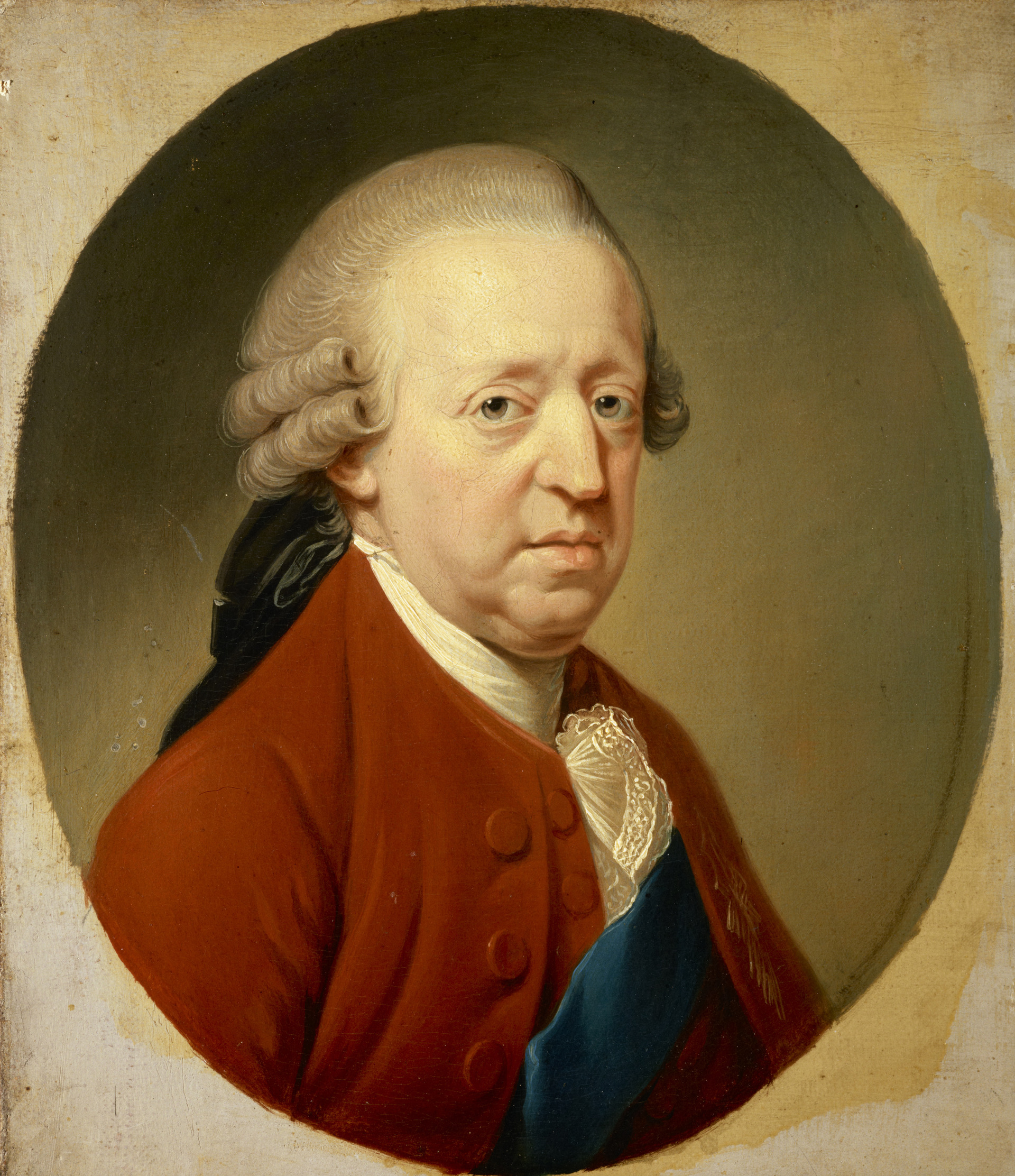
Hugh Douglas Hamilton, "Bonnie Prince Charlie" in età matura, 1775
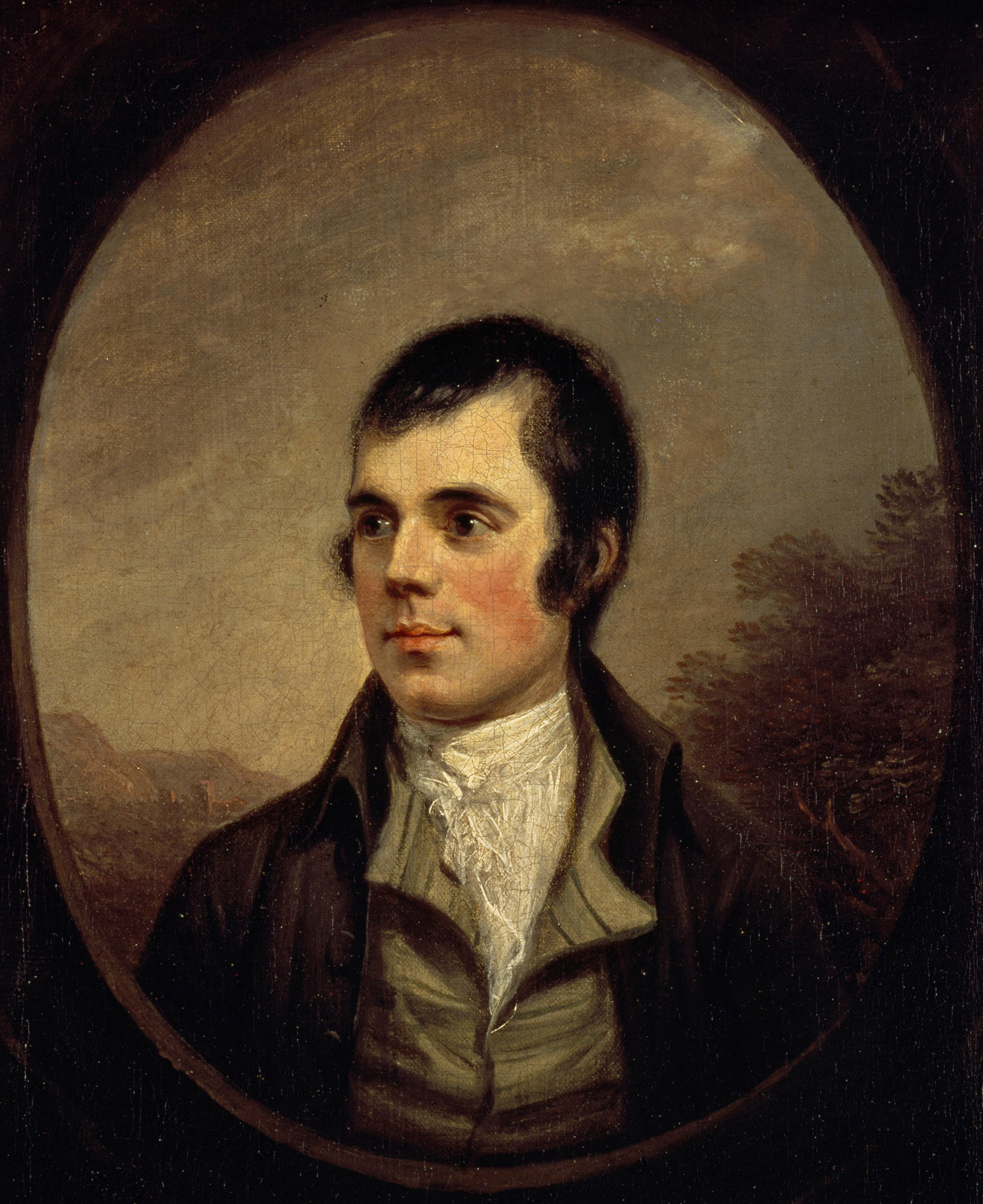
Robert Burns di Alexander Nasmyth, 1787
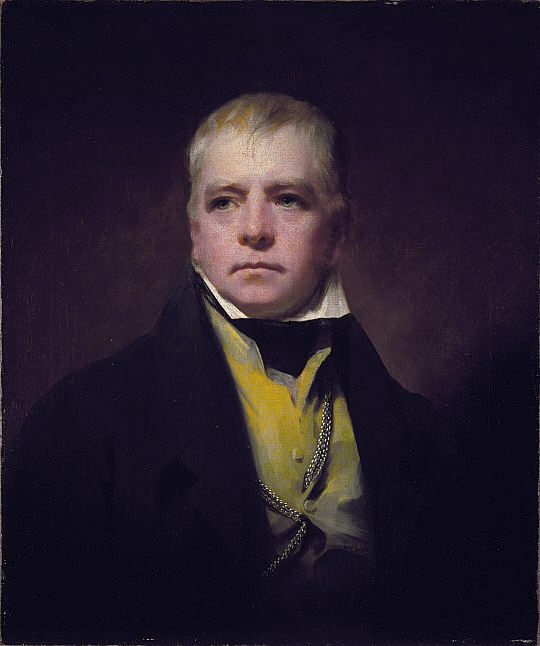
Henry Raeburn, Sir Walter Scott, 1822